# WayV
WayV (chino: 威神V; pinyin: WēiShén V; acrónimo de We are your Vision) es un grupo masculino de C-pop y la cuarta subunidad del grupo surcoreano NCT, administrado por el subsello chino de SM Entertainment, Label V. Está compuesto por seis integrantes: Hendery, Kun, Ten, Winwin, Xiaojun y Yangyang; Lucas fue parte de la alineación original, pero abandonó el grupo en mayo de 2023. Debutó el 17 de enero de 2019 con el EP The Vision.
WayV ha obtenido varios reconocimientos nacionales e internacionales, incluyendo el premio al artista asiático favorito en los Mnet Asian Music Awards de 2020 y la mejor interpretación de baile (China) en los Asian Pop Music Awards con su sencillo «Kick Back» en 2021.

## Historia

### 2016-2018: Formación
Los siete miembros de WayV formaban parte de SM Rookies. En enero de 2016, el fundador y productor de SM, Lee Soo-man, anunció planes para debutar a un grupo de chicos con varias subunidades basadas en ciudades alrededor del mundo.
Ten debutó en la primera unidad, NCT U, el 15 de abril del 2016. Kun participó en la canción «Without You» de la versión china de NCT U, pero no se consideró su debut formal. Winwin debutó en la segunda unidad, NCT 127, el 7 de julio de 2016. Kun y Lucas fueron anunciados como miembros nuevos de NCT 2018, el 31 de enero de 2018, y debutaron en NCT U el 22 de febrero de 2018. SM anunció en su cuenta de Twitter, el 13 de agosto de 2018, que saldría a la luz una nueva subunidad, bajo el nombre de «NCT China».
El 31 de diciembre, SM Entertainment anunció a la nueva subunidad a través de la cuenta oficial de WayV en Weibo. El grupo se compone de siete miembros: Kun, Winwin, Ten, y Lucas, los cuales venían de otras subunidades y tres miembros nuevos, anteriormente introducidos a través de SM Rookies: Hendery, Xiaojun y Yangyang. El grupo es una subunidad de NCT, a pesar de que no promocionó como una subunidad del grupo hasta el anuncio de NCT 2020. Algunos periodistas señalan que el distanciamiento de WayV y NCT se debe a las relaciones tensas entre China y Corea del Sur. A pesar de esto, desde su formación, el CEO de SM Entertainment Chris Lee reconoció a WayV como una unidad de NCT basada en China.

### 2019-2020: Debut conThe Vision, Take Off y Take Over The Moon.
El 17 de enero, WayV sacó su primer EP digital, ‘’The Vision’’, con la versión china ‘de ’Regular’’ de NCT 127 como el único sencillo. El 1 de mayo, WayV anunció su primer EP, ‘’Take Off’’, posteriormente lanzado el 9 de mayo. En agosto y septiembre de  2019, WayV realizó su primer reality show: Dream Plan, el cual presentó 12 episodios que se encuentran disponibles en Youku y YouTube.
El 29 de octubre, WayV anunció su segundo EP, Take Over the Moon, con el sencillo "Moonwalk". Las canciones "King of Hearts" y "We Go Nanana" fueron escritas por los miembros Hendery y Yangyang. Son el primer grupo chino en debutar su álbum en el puesto número 1 en iTunes Worldwide Album Chart. WayV tuvo su primer regreso con el álbum durante MBC Music’s Show Champion el 30 de octubre, donde presentaron Moonwalk, siendo su primera presentación en Corea. El 5 de noviembre, WayV anunció su primera canción en inglés Love Talk como el segundo sencillo del EP. El 30 de marzo de 2020 se lanzó una reedición del álbum, con el título Take Over the Moon: Sequel. Incluye la versión en inglés de Love Talk y la pista narrada "WayV.oice #1", junto con las canciones originales.
Posteriormente, el grupo realiza una gira promocional en China, Corea del Sur y Tailandia.

### 2020-presente: Primer álbum completo y NCT 2020
En 2020, WayV fue el segundo grupo de SM Entertainment en realizar un concierto en línea, organizado junto a Naver, como parte de la primera serie de concierto en línea del mundo Beyond LIVE. El concierto en vivo, el cual fue el primer concierto de WayV, fue realizado el 3 de mayo, con el nombre WayV - Beyond the Vision. El grupo presentó canciones de sus álbumes anteriores, así como también un mashup de "Turn Back Time" y "Bad Alive", dos pistas de su primer álbum de estudio Awaken The World. El álbum fue lanzado cinco semanas después, el 9 de junio.
Awaken the World fue precedido por un juego en línea diseñado para teléfonos celulares, en el cual los jugadores desbloqueaban imágenes individuales de los miembros. Adicionalmente, adelantos en video de los miembros fueron lanzados en distintas plataformas. Tanto el lanzamiento del álbum en formato físico como el video musical del sencillo principal "Turn Back Time" fueron atrasados debido a la eliminación de problemas potenciales con los vestuarios utilizados en el contenido visual promocional. Tras su lanzamiento, WayV ganó su primera entrada en el top 3 de la UNI Chart de Tencent Music y la Gaon Album Chart. El álbum se posicionó en el noveno puesto de la Billboard World Album Chart, mientras que "Turn Back Time" se posicionó en el duodécimo puesto de la lista World Digital Song Sales. Awaken the World se convirtió en el primer lanzamiento del grupo en posicionarse en listas musicales japonesas, al aparecer en la Billboard Japan Hot Albums y la Oricon Weekly Albums Chart. Luego, el grupo lanzó la versión coreana de "Turn Back Time" digitalmente, acompañado de un video musical. El 29 de junio, la versión en inglés de "Bad Alive" fue lanzada como sencillo digital. El sencillo consiguió posicionarse en el número uno de la QQ Music Daily Digital Sales y consiguió certificación Oro horas tras su lanzamiento. Eventualmente, se posicionó en el puesto seis de la lista semanal.
WayV participó en el proyecto de NCT "NCT 2020", combinando los miembros de WayV junto con los miembros de las otras subunidades de NCT y dos miembros nuevos. El grupo lanzó el álbum en dos partes, lanzándose NCT 2020 Resonance Pt.1 en octubre y NCT 2020 Resonance Pt. 2 en noviembre, siendo la primera promoción oficial de WayV como subunidad de NCT y la introducción oficial de Xiaojun, Hendery y Yangyang como miembros de NCT. Para el álbum, WayV grabó la canción "月之迷 (Nectar)" el cual debutó en el puesto doce de la UNI Chart.
Para el final del año, WayV recibió premios internacionales de los Mnet Asian Music Awards y Asia Artist Awards, y se posicionó en el tercer puesto de la UNI Chart Top 10 Groups of 2020, basándose en sus logros en la lista local.
El 10 de marzo de 2021, WayV lanzó su tercer EP, Kick Back, junto con el sencillo principal del mismo nombre. Los miembros Winwin y Lucas estuvieron ausentes durante la promoción del álbum debido a que estaban en cuarentena en China dado sus actividades en solitario. El álbum se convirtió en el primer número uno del grupo en la Gaon Album Chart, y, eventualmente, ganaron su primer certificación en Corea del Sur al vender más de 250.000 copias. El 23 de junio del mismo año, WayV lanzó la canción "Everytime" como parte de la banda sonora original del drama chino Falling Into Your Smile.
Miembros de WayV participaron en las actividades promocionales del tercer proyecto a gran escala de NCT, junto con su tercer álbum de estudio, Universe, lanzado el 14 de diciembre. El grupo grabó la canción "Miracle" en inglés para el álbum. Lucas y WinWin no participaron del álbum, debido a la suspensión de todas las actividades promocionales de Lucas y al establecimiento de un estudio personal para WinWin en China.

## Otras actividades

### Promociones
WayV promocionó y colaboró con diversas marcas como Skechers, Carslan, Cigalong Beauty y Maeil Barista Rules. El grupo también apareció en la portada de las revistas Nylon China, Harper’s Bazaar China, InStyle Icon y Men’s Uno.

### Filantropía
El 23 de julio de 2020, WayV donó a un proyecto de caridad de China Social Welfare Foundation para ayudar a víctimas y trabajadores de apoyo tras las inundaciones en Jiangxi y Hunan.

## Miembros
- Kun (钱锟) — líder[63]
- Ten (ชิตพล ลี้ชัยพรกุล/李永钦)
- Winwin (董思成)
- Xiaojun (肖德俊)
- Hendery (黄冠亨)
- Yangyang (刘扬扬)

Exmiembros:
- Lucas (黄旭熙)

## Discografía
Álbumes de estudio
- Awaken the World (2020)
- On My Youth (2023)

## Filmografía
| Año  | Título                  | Nota(s)                                  | Ref.          |
| ---- | ----------------------- | ---------------------------------------- | ------------- |
| 2019 | Dream Plan (少年威计划) | 12 episodios                             | [ 64 ] [ 65 ] |
| 2020 | WayVision               | Producido en Corea del Sur, 12 episodios | [ 66 ]        |
| 2021 | WayVision 2             | Producido en Corea del Sur, 12 episodios | [ 67 ]        |